# Two or Three
Two or Three (Untertitel Works by and Inspired by Pauline Oliveros) ist ein Album von Mars Williams, Katinka Kleijn und Rob Kassinger. Die 2018 im Veranstaltungsort Elastic Arts, Chicago, entstandenen Aufnahmen erschienen am 25. August 2023 auf dem Label Amalgam.

## Hintergrund

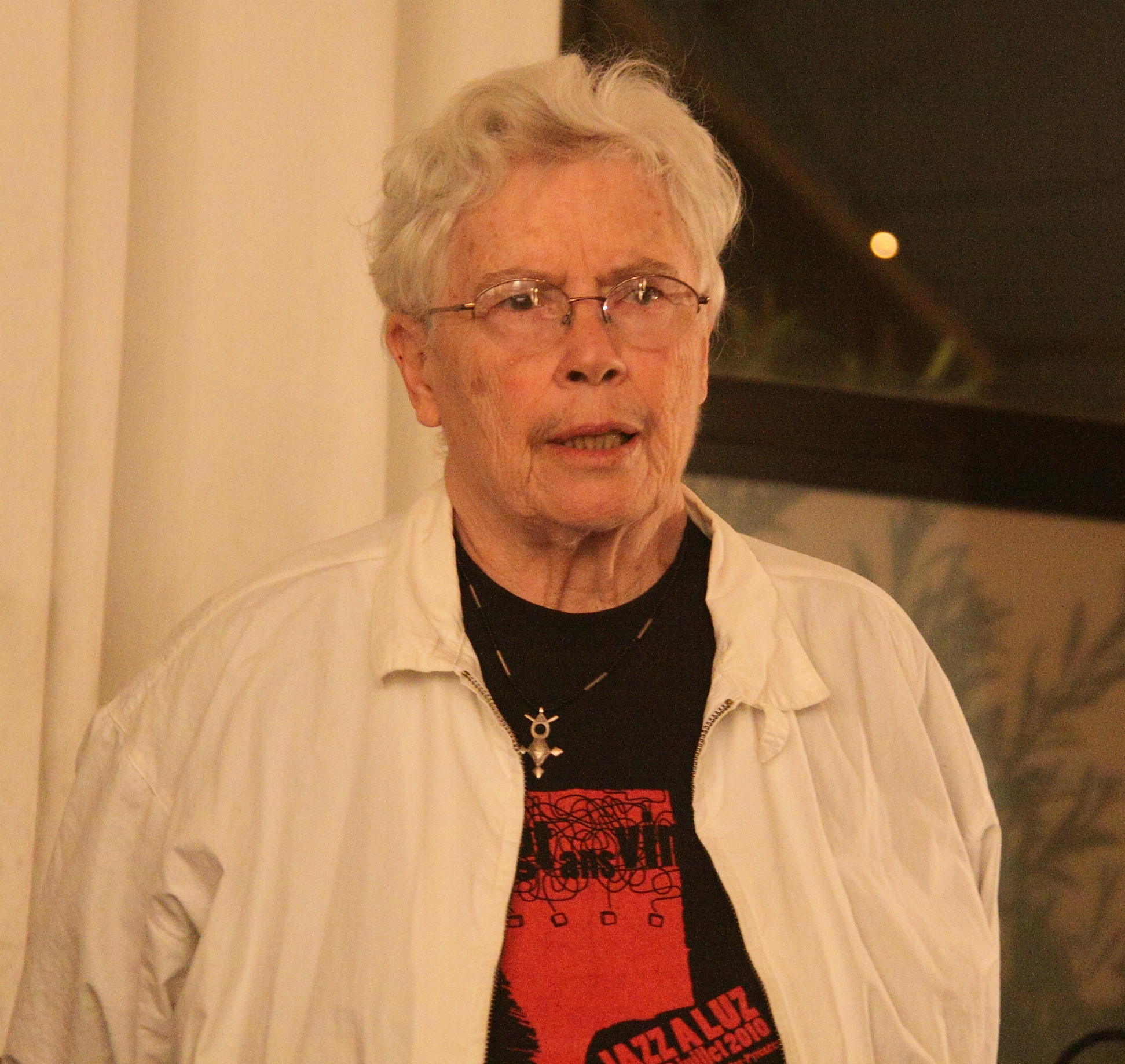
Pauline Oliveros (August 2010)

For Two or Three Instruments ist ein 2015 entstandenes Stück von Pauline Oliveros, das Improvisation mit Meditation in einer von der Komponistin entwickelten Technik namens Deep Listening verbinde, schrieb Frances Atkins in den Liner Notes. Die Methode „erforscht den Unterschied zwischen der unwillkürlichen Natur des Hörens und der freiwilligen, selektiven Natur des Zuhörens“, so das Center for Deep Listening, das ihre Arbeit fortsetzt. In der Beschreibung des Zentrums heißt es weiter: „[Deep Listening] fördert ein gesteigertes Bewusstsein für die Klangumgebung – sowohl extern als auch intern – und fördert Experimentieren, Improvisation, Zusammenarbeit, Verspieltheit und andere kreative Fähigkeiten, die für das persönliche und gemeinschaftliche Wachstum von entscheidender Bedeutung sind.“ Die Praxis umfasst Körperarbeit, Klangmeditationen, interaktive Performance, den Geräuschen des Alltags, der Natur, den eigenen Gedanken, Vorstellungen und Träumen zu lauschen und dem Hören selbst zuzuhören. Oliveros beschrieb Deep Listening als „eine Möglichkeit, auf jede erdenkliche Weise allem Möglichen zuzuhören.“ Die Inspiration kam aus ihrer kindlichen Faszination für Klänge sowie aus ihrer Arbeit in den Bereichen Komposition, Improvisation und Elektroakustik.
In „For Two or Three Instruments“ stehen Musikern mit nicht spezifizierten Instrumenten eine Reihe von Optionen zur Verfügung. Dauer, Dynamik, Artikulation und Struktur der Darbietung sind frei, und der von den Musikern erzeugte Klang kann jede Tonhöhe, jeder Ton oder jedes Geräusch sein, das sich nicht als Tonhöhe identifizieren lässt. Am 3. April 2017 führten die Holzbläser Mars Williams, Rob Kassinger (der auch im Chicago Symphony Orchestra und im Silk Road Ensemble tätig ist) und Katinka Kleijn (die im International Contemporary Ensemble und dem Chicago Symphony Orchestra spielt) als Weltpremiere Oliveros’ „For Two or Three Instruments“ auf; im März 2018 buchte das Trio den Veranstaltungsort Elastic Arts in Chicago, um Oliveros’ Werk in einer Reihe von Versionen darzubieten und Improvisationen hinzuzufügen, die von „For Two or Three Instruments“  inspiriert waren. Im Stil von Oliveros würden diese Kooperationen von ihrer Praxis des Deep Listening geleitet und eröffneten Möglichkeiten für die Reaktionen der Musiker auf ihre typische explorative und selbstbewertende Art, notierte Frances Atkins in den Liner Notes.

## Titelliste
- Mars Williams, Katinka Kleijn, Rob Kassinger: Two or Three (Amalgam)

1. For Two or Three Instruments I 5:35
2. Improvisation I 7:21
3. For Two or Three Instruments II 5:38
4. Improvisation II 17:17
5. For Two Or Three Instruments III 5:25

Die Komposition „For Two or Three Instrument“ stammt von Pauline Oliveros, die beiden Improvisation betitelten Werke komponierten Mars Williams, Katinka Kleijn und Rob Kassinger.

## Rezeption

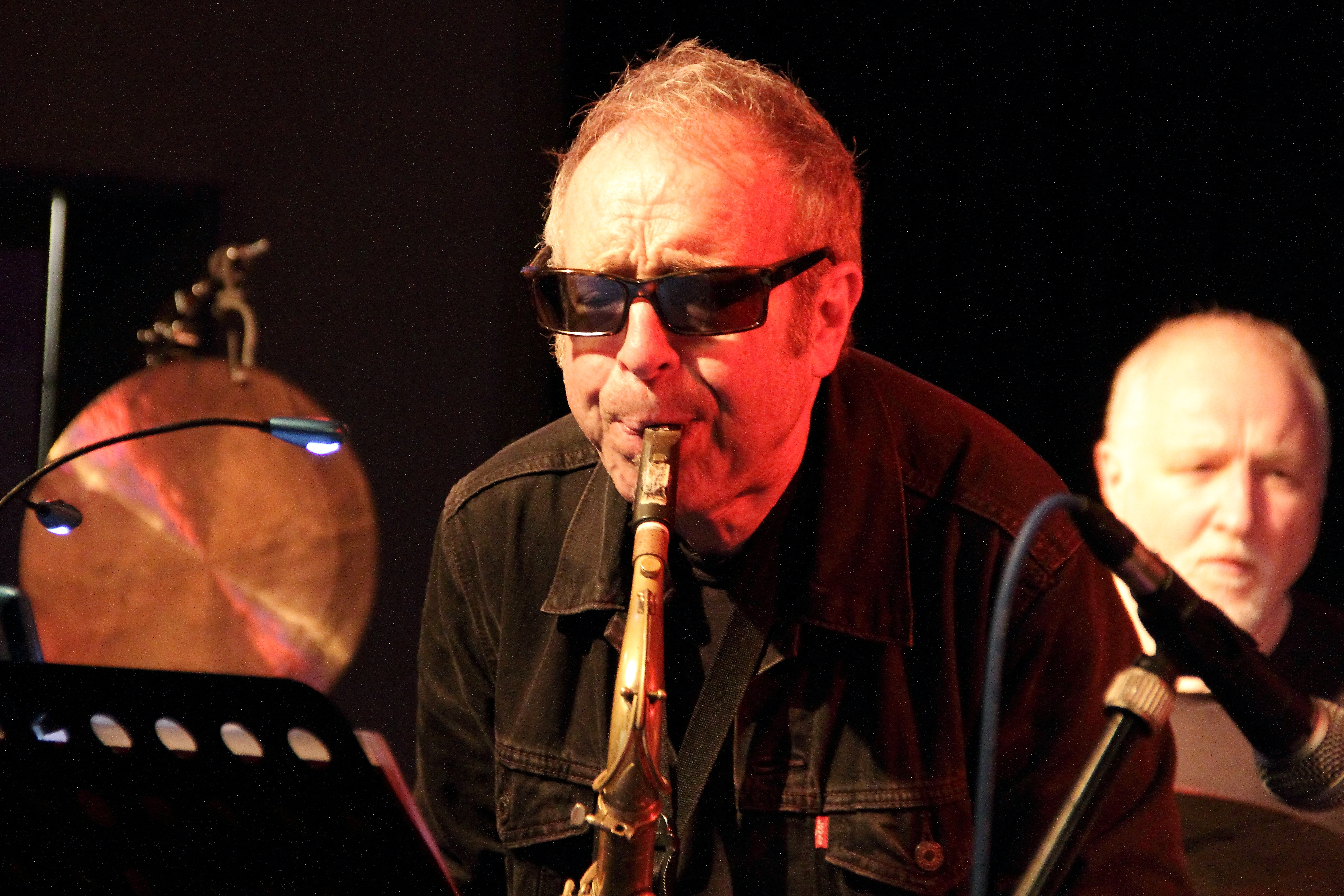
Mars Williams mit An Ayler Xmas im club W71, Weikersheim 2018 (im Hintergrund Klaus Kugel)

Das Ergebnis der Zusammenarbeit des Trios sei eine meisterhafte Arbeit, bei der William, Kleijn und Kassinger kleine, leise Klänge erzeugen würden, die zart einen Dreierdialog bildeten, schrieb Marc Masters der Two or Three im August 2023 zu den besten Neuveröffentlichungen experimenteller Musik zählte. Manchmal, wie in der 17-minütigen „Improvisation II“, lasse das Trio etwas locker, aber der Großteil von Two or Three drehe sich weniger um Aktivität als vielmehr um Räume und Zwischenräume. Es klinge fast so, als würde die Musik gegenüber ihrer Wirkung auf die Spieler in den Hintergrund treten und Stille in Klang verweben.
Diese clevere und zarte Komposition würde den Zuhörer [zum Blick] in drei neugierige und fantasievolle Köpfe einladen, schrieb Eyal Hareuveni (Salt Peanuts), die ständig in Echtzeit beurteilen, wie Oliveros’ Anweisungen zu interpretieren sind, während sie Musik schaffen, die eine Reaktion, eine Initiative oder beides sein kann. Getreu der Vision von Oliveros verbinde diese Aufführung die Welten der Komposition und Improvisation in einer beeindruckenden Praxis des Deep Listening.